# John Carmel Heenan

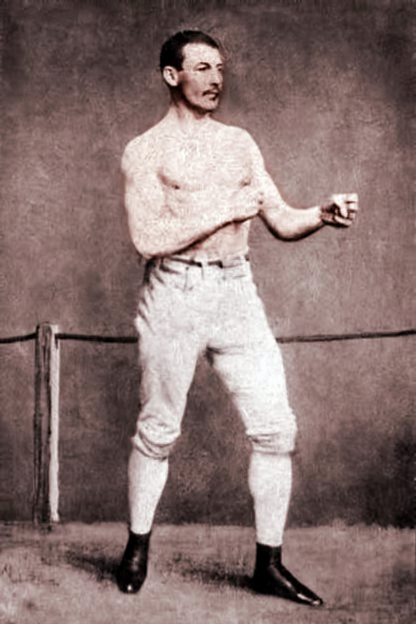
John Camel Heenan

John Camel Heenan (nacido el 2 de mayo de 1834 en Troy, Nueva York y fallecido el 28 de octubre de 1873) fue campeón de los pesos pesados de boxeo.
| Predecesor: John Morrissey | Campeón del mundo de los pesos pesados 1859–1862 | Sucesor: Joe Coburn |

- Datos: Q3181160
- Multimedia: John C. Heenan / Q3181160